# Power over Ethernet

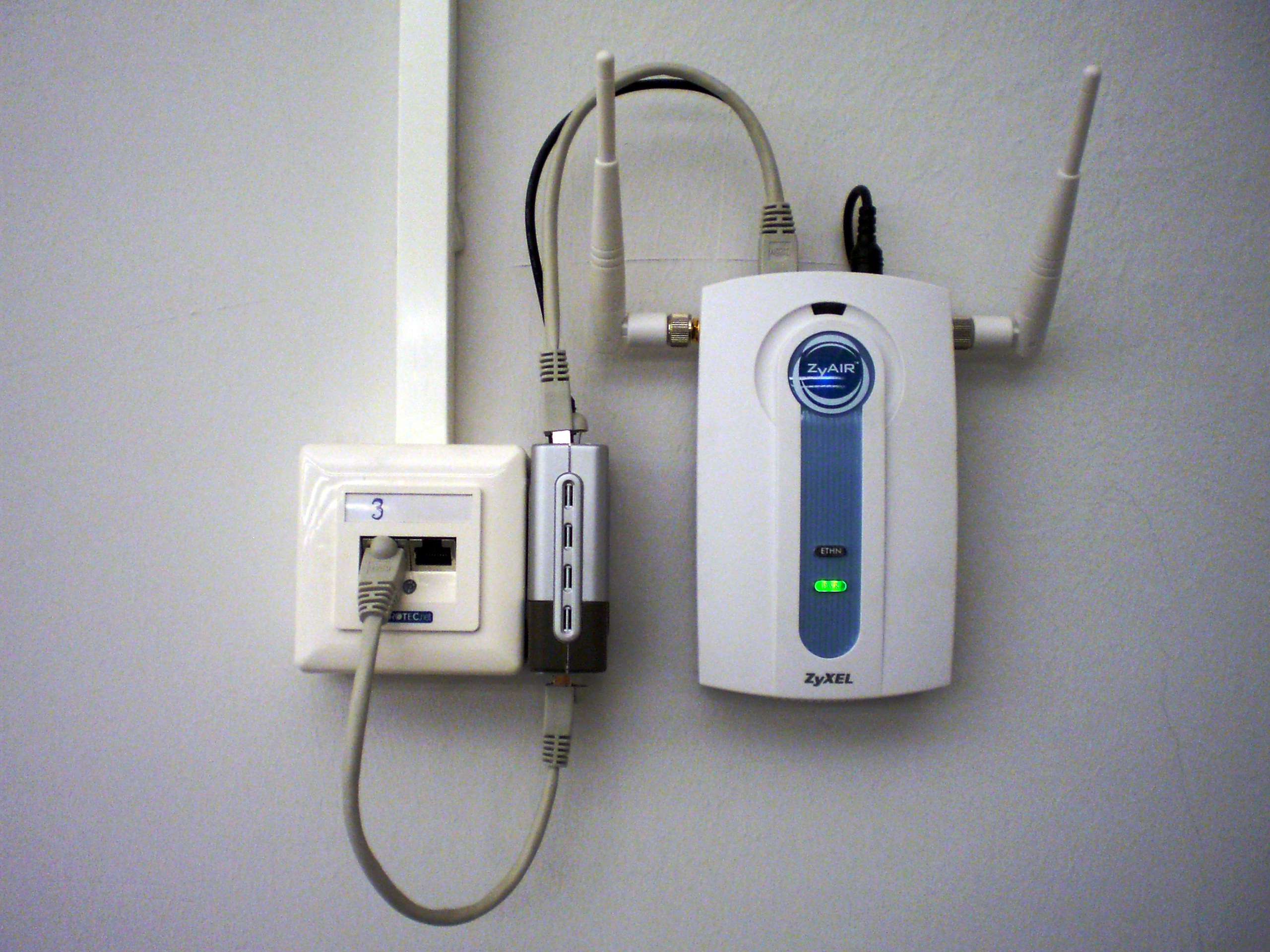
Ez a WLAN hozzáférési pont egy erre felkészített ethernet hálózati végpontból kap áramot

A Power over Ethernet, rövidítve PoE, egy olyan technológia, amely lehetővé teszi a készülékek számára, hogy a működésükhöz szükséges áramot az Ethernet adathálózaton keresztül kapják.
A PoE technológiát kezdetben a gyártók saját implementációban (egységesség nélkül) kezdték el forgalmazni, majd később az IEEE 802.3af alatt szabványosították. A specifikáció max. 48 V feszültséghez 350 mA áramot enged meg.

## Használata
A hálózaton keresztül működő energiaellátást általában egy olyan helyiségben helyezik el, ahol a routerek, switchek és ADSL modemek is találhatók, és célszerűen egy szünetmentes áramforrásra kötik. A PoE használatához elegendő a már létező ethernet infrastruktúra, külön "PoE kábelt" nem kell kiépíteni.
A Power over Ethernet segítségével általában IP telefonokat, WLAN hálózati eszközöket, hálózatra kapcsolt kamerákat, nehezen hozzáférhető helyen található switcheket, beágyazott számítógépeket és egyéb olyan eszközöket látnak el árammal, ahol a külön áramforrás kiépítése nehéz, drága vagy megvalósíthatatlan illetve az eszközök elérhetősége korlátozott (pl. toronyban helyezkednek el, így előny, ha egy újraindításhoz a tápfeszültség elvétele mászás nélkül megoldható)

## Használata nem PoE-s eszköz esetén
A gyakorlatban a PoE szabványt nem támogató eszközöket is elláthatunk PoE-t használva. Például nem-PoE-s, 12V-os IP kamerák esetén kis távolságra olcsó megoldás egy passzív PoE tápfeladóval (injektorral) a kamera tápegységének feszültségét a hálózati kábelre juttatni, majd egy passzív PoE leválasztóval (splitterrel) a kamera előtt leválasztani onnan. Sajnos az alacsony feszültségből adódó  nagy feszültségveszteség miatt ez csak kis távolságok esetén működőképes megoldás.
Léteznek azonban aktív PoE tápfeladós önálló tápegységek is, melyek a szabványos 48V-ot adják fel a használt kábelre, és a hozzájuk tartozó aktív PoE leválasztók is, melyek az adott, nem-PoE-s eszköz előtt leválasztják azt, majd a feszültséget az eszköz által igényeltre alakítják. Így akár a PoE szabvány maximális 100m távolsága is elérhető nem-PoE-s eszközök számára is.
A PoE tápfeladók és leválasztók esetén tehát az aktív/passzív jelző azt határozza meg, hogy a 802.3af szabvány szerinti, 48V-ot átvívő eszközről van-e szó. Ezzel szemben a PoE switcheknél az aktív jelző (aktív PoE switch) azt jelenti, hogy a switch képes felismerni, hogy az adott portjára csatlakoztatott eszköz is támogatja-e a PoE szabványt, és csak ekkor nyújtja számára a 48V-os feszültséget. A passzív PoE switch minden PoE-s portjára mindig 48V-ot biztosít.

## Bekötése
Az PoE technológia alkalmas a 10/100 Mbps ethernethez "B", és 1000 Mbps ethernethez "A" üzemmódban. A "B" üzemmódban a négy érpár fele van kihasználva, így a maradék vezetékek a tápfeszültséghez megmaradnak. Az "A" ezzel szemben az ethernet jelet és a tápfeszültséget (ami szigorúan egyenáram) közösített vezetéken viszi át.
"A" módban:
1. narancs-fehér: ethernet adat (BI_DA +), táp (+)
2. narancs: ethernet adat (BI_DA -), táp (+)
3. zöld-fehér: ethernet adat (BI_DB +), táp (-)
4. kék: ethernet adat (BI_DC +)
5. kék-fehér: ethernet adat (BI_DC -)
6. zöld: ethernet adat (BI_DB -), táp (-)
7. barna-fehér: ethernet adat (BI_DD +)
8. barna: ethernet adat (BI_DD -)

"B" módban:
1. narancs-fehér: ethernet adat (TX +)
2. narancs: ethernet adat (TX -)
3. zöld-fehér: ethernet adat (RX +)
4. kék: táp (+)
5. kék-fehér: táp (+)
6. zöld: ethernet adat (RX -)
7. barna-fehér: táp (-)
8. barna: táp (-)